# 神殿の谷
座標: 北緯37度17分26.14秒 東経13度35分07.71秒 / 北緯37.2905944度 東経13.5854750度

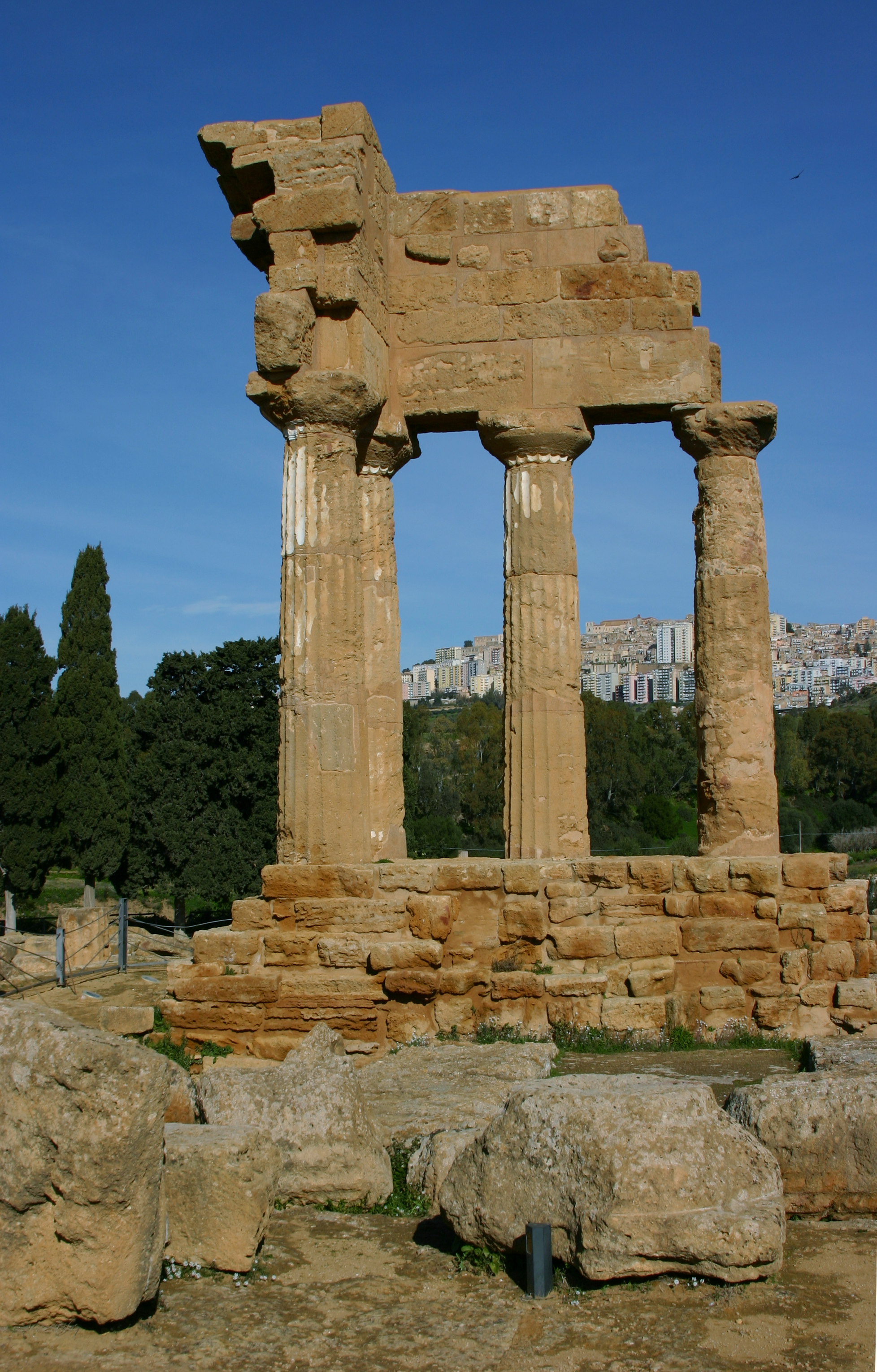
カストル・ポリュデウケス神殿の遺跡

神殿の谷（Valle dei Templi）は、シチリア島南部アグリジェントに残る考古遺跡である。マグナ・グラエキアの芸術と建築に関する最高傑作の部類に属する遺跡群で、シチリア島の観光名所というだけでなく、イタリアの国定史跡にもなっている。1997年には、ユネスコの世界遺産リストに登録された。
神殿の発掘や修復の大部分は、考古学者ドメニコ・アントニオ・ロ・ファゾ・ピエトラザンタ（Domenico Antonio Lo Faso Pietrasanta, 1783年-1863年）の尽力によるものである。彼はセラディファルコ（Serradifalco）の公爵（1809年-1812年）だったことがあるため、「セラディファルコ」という名でも知られている。
「神殿の谷」と呼ばれもするが、「谷」という語は不正確で、アグリジェント郊外の尾根に存在している。

## 概要
神殿の谷には7つの神殿遺跡があるが、全てドーリア式である。神殿の名前の同定はオリンペイオンとは隔たっているが、これは単なるルネサンス以降に慣例的に成立したものである。その神殿とは以下のものである。
ユーノー神殿
紀元前5世紀に建てられ、紀元前406年にカルタゴ人たちが火を放った。普段は結婚の祝宴に使われていた。
コンコルディア神殿
その名前は近隣で発見されたラテン語の碑文に由来している。紀元前5世紀に建てられ、紀元6世紀にキリスト教の聖堂に転用された。このため、一連の神殿の中では保存状態が良好である。ギリシャ神殿の最高傑作ともいわれる。
ヘラクレス神殿
ヘラクレスは古代アグリジェント（当時の呼称はアクラガス）で特に崇敬された神の一柱であり、この神殿は谷では一番古い。地震で崩壊してしまったため、今日では8本の円柱が残るのみである。
ゼウス・オリンピア神殿
紀元前480年にこの都市国家がカルタゴに勝利したことを記念して建造された。大きなサイズのアトラス（atlases）を使っていることが特色である。
カストル・ポリュデウケス神殿
その遺跡には4本の柱が残るだけだが、現在は近代アグリジェントの象徴になっている。
ウルカヌス神殿
紀元前5世紀に建てられた神殿で、かつてはこの谷で最も荘厳な神殿だったと考えられているが、現在では時の流れと自然現象とで、最も損壊した神殿となっている。
アスクレピオス神殿
古代の市壁からは遠く離れたところに建っており、病気からの快癒を求める巡礼者たちの目的地であった。
谷には「テロンの墓」と呼ばれるピラミッド型の大きな凝灰岩の記念建造物がある。学者たちは、第二次ポエニ戦争で犠牲になったローマ人たちを称えて建てられたものだろうと考えている。

## 登録基準
この世界遺産は世界遺産登録基準のうち、以下の条件を満たし、登録された（以下の基準は世界遺産センター公表の登録基準からの翻訳、引用である）。
- (1) 人類の創造的才能を表現する傑作。
- (2) ある期間を通じてまたはある文化圏において、建築、技術、記念碑的芸術、都市計画、景観デザインの発展に関し、人類の価値の重要な交流を示すもの。
- (3) 現存するまたは消滅した文化的伝統または文明の、唯一のまたは少なくとも稀な証拠。
- (4) 人類の歴史上重要な時代を例証する建築様式、建築物群、技術の集積または景観の優れた例。